# コンゴ民主共和国海軍艦艇一覧
コンゴ海軍艦艇一覧は、コンゴ民主共和国海軍が過去保有した、または現在保有する、または将来保有する予定の、未完成・計画中止を含めた歴代艦艇一覧である。

## 現有勢力（2024年現在）
- 国防予算：3億3,600万ドル[1]
- 海軍人員：6,700名[1]
- 艦船隻数：1隻（排水量20t以上）[1]

高速艇×1

## 艦艇一覧（近代海軍）

### 哨戒艦艇

#### 魚雷艇
- ソ『206型大型魚雷艇』型 - 1隻